# LSG (Band)
LSG, auch L. S. G., war ein amerikanisches R&B-Trio. Der Bandname besteht aus den Anfangsbuchstaben der Familiennamen seiner Mitglieder Gerald Levert, Keith Sweat und Johnny Gill.

## Biografie
Mitte der 1990er Jahre kontaktierte der R&B-Sänger Keith Sweat seinen Musikerkollegen Gerald Levert, der bereits mit seiner Band LeVert und als Solokünstler erfolgreich gewesen war, und erzählte ihm von seiner Idee, mit seinem Freund, dem R&B-Sänger Johnny Gill, ein gemeinsames Album aufzunehmen. Für dieses Projekt arbeiteten die drei Musiker mit verschiedenen Produzenten und Künstlern zusammen, darunter Sean Combs, Jermaine Dupri, LL Cool J, Busta Rhymes und MC Lyte.
Das Album Levert – Sweat – Gill wurde 1997 veröffentlicht, stieg auf Platz 4 der US-Album-Charts sowie auf Platz 2 der R&B-Charts und wurde mit Doppelplatin ausgezeichnet; die Auskopplung My Body erreichte Platz 4 der dortigen Single-Hitparade sowie die Spitzenposition der R&B-Charts und erhielt eine Platin-Schallplatte. 1998 erschienen noch einige weitere Singles, die sich allerdings nicht in den Popcharts platzieren konnten. Die Lieder Curious, Door #1 und All the Times erreichten dank regem Radioeinsatz mittlere Plätze der R&B-Charts.
Sechs Jahre später fanden sich Levert, Sweat und Gill für die Produktion eines zweiten gemeinsamen Albums zusammen. Das LSG2 genannte Werk kam 2003 in den Handel und war mit Rang 6 der US-Charts ähnlich platziert wie sein Vorgänger, konnte sich allerdings nur 8 Wochen in den Charts halten – das Album Levert – Sweat – Gill schaffte zuvor über 42 Wochen. Es konnte keine der ausgekoppelten Singles an den Erfolg von My Body anknüpfen, lediglich Just Friends war kurzzeitig im unteren Bereich der R&B-Charts platziert.

## Diskografie

### Studioalben
| Jahr | Titel Musiklabel Katalog-Nr.        | Höchstplatzierung, Gesamtwochen, AuszeichnungChartplatzierungen (Jahr, Titel, Musiklabel Katalog-Nr., Platzierungen, Wochen, Auszeichnungen, Anmerkungen) | Höchstplatzierung, Gesamtwochen, AuszeichnungChartplatzierungen (Jahr, Titel, Musiklabel Katalog-Nr., Platzierungen, Wochen, Auszeichnungen, Anmerkungen) | Anmerkungen                         |
| Jahr | Titel Musiklabel Katalog-Nr.        | US | R&B | Anmerkungen                         |
| ---- | ----------------------------------- | --- | --- | ----------------------------------- |
| 1997 | Levert – Sweat – Gill Elektra 62125 | US4 ×2Doppelplatin · (42 Wo.)US | R&B2 (50 Wo.)R&B | Erstveröffentlichung: November 1997 |
| 2003 | LSG2 Elektra 62851                  | US6 (8 Wo.)US | — | Erstveröffentlichung: 29. Juli 2003 |

### Kompilationen
- 2004: The Best of L. S. G.: The Original Mixes
- 2004: The Best of L. S. G.: The Singles Reworked

### Singles
| Jahr | Titel Album                         | Höchstplatzierung, Gesamtwochen, AuszeichnungChartplatzierungen (Jahr, Titel, Album, Platzierungen, Wochen, Auszeichnungen, Anmerkungen) | Höchstplatzierung, Gesamtwochen, AuszeichnungChartplatzierungen (Jahr, Titel, Album, Platzierungen, Wochen, Auszeichnungen, Anmerkungen) | Anmerkungen                                                                                              |
| Jahr | Titel Album                         | US | R&B | Anmerkungen                                                                                              |
| ---- | ----------------------------------- | --- | --- | --- |
| 1997 | My Body Levert – Sweat – Gill       | US4 Platin · (20 Wo.)US | R&B1 (34 Wo.)R&B | Erstveröffentlichung: Oktober 1997                                                                       |
| 1998 | Curious Levert – Sweat – Gill       | — | R&B28 (12 Wo.)R&B | Erstveröffentlichung: Januar 1998 feat. LL Cool J, Busta Rhymes und MC Lyte; nur durch Airplay platziert |
| 1998 | Door #1 Levert – Sweat – Gill       | — | R&B24 (17 Wo.)R&B | Erstveröffentlichung: April 1998 nur durch Airplay platziert                                             |
| 1998 | All the Times Levert – Sweat – Gill | — | R&B58 (7 Wo.)R&B | Erstveröffentlichung: Mai 1998 nur durch Airplay platziert                                               |
| 2003 | Just Friends LSG2                   | — | R&B74 (4 Wo.)R&B | Erstveröffentlichung: April 2003 feat. Loon                                                              |

Weitere Singles
- 1997: My Body Remix (feat. Missy Elliott)
- 1997: Audio Bio (Promo, Biografie-Single)
- 2003: Shakedown